# Universidad de Tecnología y Economía de Budapest
La Universidad de Tecnología y Economía de Budapest (Budapesti Műszaki és Gazdaságtudományi Egyetem, /budɒpɛʃti myːsɒki éʃ gɒzdɒʃa:gtudoma:ɲi ɛɟʝɛtɛm/), también conocida por sus siglas BME o como Universidad politécnica de Budapest, fue fundada en 1782 por el emperador José II de Habsburgo.
Desde su creación ha recibido diversos nombres: Institutum Geometricum entre 1782 y 1846, Escuela técnica József (en húngaro József Ipartanoda) entre 1846 y 1871, Real universidad politécnica József (en húngaro Királyi József Műegyetem) entre 1871 y 1934, Real universidad húngara de tecnologías y economía Nádor József (en húngaro Magyar Királyi József Nádor Műszaki és Gazdaságtudományi Egyetem) entre 1934 y 1949, Universidad politécnica de Budapest (en húngaro Budapesti Műszaki Egyetem entre 1949 y 2000.
Su antecedente histórico es la Berg-Schola creada en 1735 y considerada la primera institución tecnológica creada a nivel mundial que se encuentra en la ciudad de Banská Štiavnica, antes llamada Selmecbánya, ya que gran parte de los profesores que fundaron el Institutum Geometrico-Hydrotechnicum se trasladaron desde esa institución.
Cuenta con unos 24.000 alumnos y más de mil profesores impatiéndose estudios de ingeniería y gestión en una diversidad de idiomas: húngaro, alemán, inglés y ruso.
Mantiene abiertos programas de cooperación internacional como Erasmus y Top Industrial Managers for Europe (TIME), lo que permite la movilidad de los estudiantes y su relación con los de otros países.
Entre sus alumnos se encuentran András Arató, Dennis Gabor (Gábor, Dénes), George Andrew Olah (Oláh, György András), Donát Bánki, Eugene Wigner (Wigner, Jenő), Alfréd Hajós, Mária Dombai, Alajos Hauszmann, Csaba Horváth, Kálmán Kandó, Tódor Kármán, József Petzval, Károly Kós, Dénes Mihály, Ernő Rubik, Imre Steindl, Leó Szilárd y János Hunfalvy.
Dispone de ocho facultades:
- Facultad de Ingeniería civil, fundada en 1792.
- Facultad de Ingeniería mecánica, fundada en 1871.
- Facultad de Arquitectura, fundada en 1873.
- Facultad de Tecnología química y Biotecnología, fundada en 1893.
- Facultad de Ingeniería eléctrica e Informática, fundada en 1942.
- Facultad de Ingeniería del transporte, fundada en 1955.
- Facultad de Ciencias naturales, fundada en 1987.
- Facultad de Economía y Ciencias sociales, fundada en 1998.